# Wang Zhizhi
Pour les articles homonymes, voir Wang (patronyme).
Wang Zhizhi (en chinois : 王治郅, en Hanyu pinyin : Wáng Zhìzhì; né le 8 juillet 1979 à Pékin, en Chine) est un ancien joueur chinois de basket-ball qui évoluait au poste de pivot.

## Biographie
Arrivé aux États-Unis et plus spécialement aux Mavericks de Dallas le 05 avril 2001, il est le premier chinois à jouer en NBA et seulement le deuxième Asiatique de l'histoire de la Ligue, le premier étant un américain d'origine japonaise Wat Misaka qui a joué trois matches pour les New York Knicks en 1947.